# 愛你一百年
《愛你一百年》（英語：Loving You A Hundred Years）是一部2012年春節的台灣賀歲喜劇片，由公共電視台製作。也是台灣第一部HD高畫質歌舞劇賀歲片，是以電影手法單機拍攝的。

## 故事概要
單親媽媽白牡丹，交往了一段時間的男朋友決定結婚，而這位結婚對象居然小她好幾歲。白牡丹的兒子決定阻止這段婚事，不過白牡丹決定為愛勇敢走下去！

## 播出時間
以下時間以當地時間（台灣時間）為準

### 首播
| 頻道 | 所在地 | 首播日期      | 播出時間       |
| ---- | ------ | ------------- | -------------- |
| 公視 | 台灣   | 2012年1月22日 | 週日 22:00播出 |
| HiHD | 台灣   | 2012年1月23日 | 週一 07:30播出 |

### 重播
| 頻道 | 所在地 | 首播日期      | 播出時間       |
| ---- | ------ | ------------- | -------------- |
| 公視 | 台灣   | 2012年1月23日 | 週一 12:30播出 |
| HiHD | 台灣   | 2012年1月28日 | 週六 22:30播出 |
| HiHD | 台灣   | 2012年1月29日 | 週日 07:00播出 |
| 公視 | 台灣   | 2012年2月4日  | 週六 00:00播出 |
| 公視 | 台灣   | 2012年2月18日 | 週六 22:00播出 |
| 公視 | 台灣   | 2012年2月25日 | 週日 14:00播出 |

## 角色介紹

### 主要角色
| 演員   | 角色                 | 介紹 |
| 王彩樺 | 白牡丹               | 單親媽媽，陳志偉母親，林秉浩之妻。47歲，高中十八歲便懷孕生子，先生和他是同學，畢業後當兵兩年，退伍後三年便因意外過世，白牡丹一直守寡，靠著娘家的資助與打零工，含辛茹苦地養大獨子陳志偉，志偉成家立業後，白牡丹便到動物園當義工，負責照顧可愛動物區的小動物，其個性天真善良，且有一種天賦每次一唱歌，就會有小白兔小烏龜環伺在旁聽她唱歌，且能與動物溝通。 |
| 張少懷 | 林秉浩               | 城市房屋業務員，白牡丹之夫。27歲，台南人，高中畢業，在陳志偉的房仲公司工作三年。做事果決，有領袖氣息，和同事布蘭妮、長腳仔四處以客戶委託出售但未交屋的空屋為家。 |
| 李沛旭 | 陳志偉               | 城市房屋總經理。30歲，為白牡丹的獨子，專科畢業，退伍後賣過汽車、靈骨塔、最後轉戰房仲，靠著小聰明、口才好，且適逢房地產市場大好，業績長紅，賺了不少錢，後來自己開了一家房仲公司。但因其從小環境困苦，使得他視錢如命，又因少年得志，因此自私又自大，也對員工十分苛刻，不過對母親還算孝順，供應母親一切生活開銷。                                           |
| 小甜甜 | 布蘭妮               | 城市房屋業務員。26歲，彰化人，高中畢業，鬼靈精，做事有衝勁、個性很急。她高一就開始四處打工，因此有許多社會經驗，能言善道，有點油條，但辦事能力強，使命必達。 |
| 許時豪 | 長腳仔               | 城市房屋業務員。28歲，新竹人，大學畢業，傻大個，為人單純老實，又笨又脫線，常有一些無厘頭的對話與表現，常被浩子、布蘭妮使喚跑腿和欺負。 |
| 許傑輝 | 梁老闆、曾開衍、老闆 | 梁記婚紗攝影梁老闆、聶園大飯店宴會廳經理曾開衍、喜餅店老闆。57歲，梁記婚紗攝影第三代傳人，生平無大志，對店裡的生意也不甚積極，但是很愛說店的歷史。 |
| 曲家瑞 | 陳志偉妻             | 30歲，熱愛血拼，日子過得十分奢華，不能理解窮是什麼 |
| 劉寶傑 | 劉一守               | 44歲，談話節目《我一定要成功》主持人，拜金財經書暢銷作者，主持風格犀利，用錢做為一切標準，打從心裡看不起窮人。 |
| 豬頭皮 | 桃園某教堂神父       | 78歲，西班牙人（或原住民），來台五十年，在深山的教會服務。個性隨性、散漫，又有嬉皮風格，喜歡彈吉他唱歌。雖然不修邊幅，有點胡說八道，但說的話其實都有深意。 |
| 于美人 | 阿鳳姊               | 忠義融資公司經理兼地下錢莊「忠義堂」堂主于美鳳。42歲，江湖上名聲響亮的大姊大，人脈廣闊，幾乎無所不能。經營忠義堂，穿著類似銀行行員的套裝，對客戶十分有禮貌，但討起債來心狠手辣。 |
| 陶傳正 | 林秉浩父親           | |
| 馮光遠 | 林秉浩後媽           | |

### 客串角色
- 盛竹如 飾 資深媒體人盛竹如
- 李四端 飾 台灣CH538新聞主播李四端
- 張友驊 飾 日本N-HK現場實況轉播記者張友驊
- 眭澔平 飾 法國晚間新聞記者HSU HAWPIN
- BOBEE GIRLS 飾 忠義融資公司協理兼忠義堂小妹、舞者
- 保庇三太子
- 邱漢忠
- 蕾妮絲
- 黃清玹
- 曹新祐
- 劉家佑
- 劉昭佑

## 音樂
| 主題   | 歌名                     | 作詞                   | 作曲                   | 原唱           | 演唱           | 歌詞改寫       |
| 片頭曲 | Only You (And You Alone) | The Platters           | Buck Ram and Ande Rand |                |                |                |
| 插曲   | 在我生命中的每一天       | 陳家麗                 | 李宗盛                 | 成龍、蘇慧倫   | 張少懷、陳品淮 |                |
| 插曲   | 寶貝對不起               | 謝明訓                 | A.Chotikul             | 草蜢           | 梁世達         | 蔡禹信、張硯田 |
| 插曲   | 我是不是你最疼愛的人     | 小蟲                   | 小蟲                   | 潘越雲         | 陳品淮         |                |
| 插曲   | 國民婚紗操               | 日本時代收音機體操音樂 | 日本時代收音機體操音樂 |                |                |                |
| 插曲   | 愛情的騙子我問你         | 蔣錦鴻                 | 俞隆華                 | 陳小雲         | 陳品淮         |                |
| 插曲   | 戀愛ing                  | 阿信                   | 阿信                   | 阿信           | 梁世達         |                |
| 插曲   | 追追追                   | 陳明章                 | 陳明章                 | 黃妃           | 陳品淮         |                |
| 插曲   | 有一點動心               | 厲曼婷                 | 曹俊鴻                 | 張信哲、劉嘉玲 | 張少懷         |                |
| 插曲   | 唸你                     | 劉家昌                 | 劉家昌                 | 劉子千         |                |                |

## 拍攝場景
- 約會公園：台北市內湖區大湖公園
- 梁記婚紗攝影：台北市中山區漢清旗袍名店
- 聶園大飯店宴會廳：新北市汐止區那米哥宴會廣場
- 買車：台北市內湖區台灣意美汽車展示間
- 喜餅店：新北市蘆洲區龍鳳堂餅鋪
- 桃園某教堂：台北市士林區耶穌聖體堂
- 宴席門口：台北市中山區維多麗亞酒店

## 製作團隊
- 監製：丁曉菁
- 製作人：於蓓華、張硯田
- 導演：劉志雄
- 編劇：C.J
- 卡司：於蓓華
- 顧問：曾瀚賢
- 執行導演：游智煒
- 副導：許靜文
- 製片：劉玉成
- 行銷公關：潘怡豪
- 執行製作：王心賢、職大偉
- 製片助理：蔡雨婷、余志賢
- 攝影：王瀚德
- 攝影助理：林眾甫、簡柏顥、陳佑睿
- 成音：黃僩哲、薛易欣
- 成音助理：洪正泰
- 燈光：李紹銘
- 燈光助理：邱漢忠、黃賢進
- 美術指導：何青每、楊證譯
- 美術助理：曹新祐、淦詠婷
- 場記：淦詠婷、蔡雨婷、陳怡婷
- 造型師：林育妘
- 梳化：董彥秀、徐靖雯
- 服管：李宛璇、職大偉
- 場務組：永祥器材
- 場務領班：洪聖明
- 場務助理: 王正山
- 技術指導：郭雅雲、陳學傑
- 燈光師：王漢章、張先覺
- 燈光助理：王家萱、簡艷鴻、陳國安
- 視訊：林宏銘
- 場務：吳英賢
- 後期剪輯：小荔枝、劉志雄
- 後期特效：劉志雄、陳書正
- 後期調光：張德蕙、劉志雄
- 後期配樂：高友峰
- 後期音效：陳章嘉
- 後期混音：鎖際昌
- 視宣統籌：於蓓華
- 視宣導演：陳書正
- 音樂總監：張硯田
- 音樂製作人：李艾璇
- 音樂企劃：蔡禹信
- 舞蹈編排：陳俊成
- 編曲：李艾璇
- 鍵盤：李艾璇
- 鼓：林俊宏
- 貝斯：陳右泯（鳥仔）
- 吉他：周顯哲（Theo）
- 小號：鄭文鳳（北京）
- Sax：蘇聖育
- 伸縮號：鄧世偉
- 和聲：陳品淮（Pin）、梁世達（阿達）、孟杰古（小孟）
- 錄音室：打狗棒工作室
- 錄音師：童志偉
- 歌曲混音室：公共電視HD音效混音室
- 歌曲混音師：許財翁

## 特別感謝
- 吳天章、鄭文鳳、谷源滔
- 賀照縈、陳詩寧、夏康真、陳羿柯、黃鵬仁、林挺弘、莊又竑、蘇立坤、鐘國偉、許凱迪、徐千惠
- 文化大學體操啦啦隊社、鄭學鴻、王壽山、于世恩、黃慕臣、程靜怡、蔡怡珩、涂佳吟、周遠珠

## 外部連結
- 《愛你一百年》公視官方網站 （页面存档备份，存于）
- 《愛你一百年》官方facebook
- 林秉浩（男主角）facebook
- 公視除夕賀歲片愛你一百年-白日夢篇 （页面存档备份，存于）
- 公視除夕賀歲片愛你一百年-怕七仔篇 （页面存档备份，存于）